# EXH〜EXILE HOUSE〜
『EXH〜EXILE HOUSE〜』（イーエックスエイチ 〜エグザイル ハウス〜）は、2009年4月19日から2010年3月28日まで、TBS系列で毎週日曜0:00 - 0:30（土曜深夜、JST）に放送されていたバラエティ番組。EXILEの冠番組。

## 概要
この時間は、『J-SPORTS スーパーサッカーPLUS』として、JリーグやセリエAなど全世界のサッカーの情報と、土曜最終のスポーツニュースを伝えてきたが、『S☆1スパサカ』と改題、土曜最終便のJNNニュースと統合した上で、0時台後半枠へ移動・放送時間を縮小することになった。
これにより空いた0時台前半枠に、音楽グループEXILEをメインとした冠番組を据えることになった。日本テレビで『EXILE GENERATION』という番組も持っているが、遅れネットの地域もあるため、「全国ネットで、一律の放送時間のEXILEの冠番組」としては初めて。
毎回、ゲストを迎える最初の回は光沢のある赤カーテンが切って落とされ、その奥からEXILEメンバーが現れる。
2010年3月27日（3月28日未明）放送分で終了。同年4月17日からは『EXE』にリニューアルされた。
2011年1月26日、DVD『EXH〜EXILE HOUSE〜』を発売した。

## 出演
- EXILE
  - HIRO
  - MATSU
  - USA
  - MAKIDAI（MC）
  - ATSUSHI
  - AKIRA
  - TAKAHIRO（MC）
  - KENCHI
  - KEIJI
  - TETSUYA
  - NESMITH
  - SHOKICHI
  - NAOTO
  - NAOKI

## ゲスト
| 回数                                                | 放送日（TBS）  | ゲスト                                                                     |
| --------------------------------------------------- | -------------- | -------------------------------------------------------------------------- |
| 第01回                                              | 2009年4月19日  | 明石家さんま                                                               |
| 第02回                                              | 2009年4月26日  | 明石家さんま                                                               |
| 第03回                                              | 2009年5月3日   | 明石家さんま                                                               |
| 第04回                                              | 2009年5月10日  | 大竹しのぶ                                                                 |
| 第05回                                              | 2009年5月17日  | 大竹しのぶ                                                                 |
| 第06回                                              | 2009年5月24日  | 和田アキ子                                                                 |
| 第07回                                              | 2009年5月31日  | 和田アキ子、峰竜太                                                         |
| 第08回                                              | 2009年6月7日   | 久本雅美                                                                   |
| 第09回                                              | 2009年6月14日  | 久本雅美                                                                   |
| 第10回                                              | 2009年6月21日  | 笑福亭鶴瓶                                                                 |
| 第11回                                              | 2009年6月28日  | 笑福亭鶴瓶                                                                 |
| 第12回                                              | 2009年7月5日   | 笑福亭鶴瓶                                                                 |
| 第13回                                              | 2009年7月12日  | 藤あや子                                                                   |
| 第14回                                              | 2009年7月19日  | 藤あや子                                                                   |
| 第15回                                              | 2009年7月26日  | なし                                                                       |
| 第16回                                              | 2009年8月2日   | 雨上がり決死隊                                                             |
| 第17回                                              | 2009年8月9日   | 雨上がり決死隊                                                             |
| 第18回                                              | 2009年8月30日  | 荒川静香                                                                   |
| 第19回                                              | 2009年9月6日   | 石田純一                                                                   |
| 第20回                                              | 2009年9月13日  | チュートリアル                                                             |
| 第21回                                              | 2009年9月20日  | チュートリアル                                                             |
| 第22回                                              | 2009年9月27日  | 吉瀬美智子                                                                 |
| 第23回(総集編)                                      | 2009年10月4日  | 明石家さんま、大竹しのぶ、和田アキ子、笑福亭鶴瓶、久本雅美、雨上がり決死隊 |
| 第24回(EXH SPECIAL EXILE ATSUSHI PREMIUM LIVE SOLO) | 2009年10月10日 | なし                                                                       |
| 第24回(EXH LIVE SPECIAL)                            | 2009年10月11日 | なし                                                                       |
| 第25回                                              | 2009年10月18日 | 岸谷五朗                                                                   |
| 第26回                                              | 2009年10月25日 | 岸谷五朗                                                                   |
| 第27回                                              | 2009年11月1日  | 東京03、おぎやはぎ                                                         |
| 第28回                                              | 2009年11月8日  | 東京03、おぎやはぎ                                                         |
| 第29回                                              | 2009年11月15日 | 郷ひろみ                                                                   |
| 第30回                                              | 2009年11月22日 | 郷ひろみ                                                                   |
| 第31回                                              | 2009年11月29日 | なし                                                                       |
| 第32回                                              | 2009年12月6日  | ベッキー                                                                   |
| 第33回                                              | 2009年12月13日 | ベッキー                                                                   |
| 第34回                                              | 2009年12月20日 | 松坂大輔                                                                   |
| 第35回(EXILE ヒストリー)                            | 2009年12月27日 | なし                                                                       |
| 第36回                                              | 2010年1月10日  | 岸谷五朗、郷ひろみ、ベッキー、石田純一、吉瀬美智子、おぎやはぎ、東京03     |
| 第37回                                              | 2010年1月17日  | 所ジョージ                                                                 |
| 第38回                                              | 2010年1月24日  | 所ジョージ                                                                 |
| 第39回                                              | 2010年1月31日  | アンタッチャブル                                                           |
| 第40回                                              | 2010年2月7日   | アンタッチャブル                                                           |
| 第41回                                              | 2010年2月14日  | 出川哲朗、勝俣州和                                                         |
| 第42回                                              | 2010年2月21日  | 横峯さくら                                                                 |
| 第43回                                              | 2010年2月28日  | ホンジャマカ                                                               |
| 第44回                                              | 2010年3月7日   | ホンジャマカ                                                               |
| 第45回                                              | 2010年3月14日  | オードリー                                                                 |
| 第46回                                              | 2010年3月21日  | オードリー                                                                 |
| 第47回(最終回)                                      | 2010年3月28日  | HIRO、ATSUSHI                                                              |

## スポンサー
番組提供（番組開始30秒前のカウキャッチャーも務める）はハウス食品。サブスポンサーにハウスウェルネスフーズ（ハウスの子会社）が付いている。1994年4月から2009年3月まで『ブロードキャスター』と『情報7days ニュースキャスター』のスポンサーだった。
- ハウス食品での民放・地上波での一社提供（厳密にはグループ単独提供）は、1994年3月の『世界名作劇場』（当時は『ハウス食品世界名作劇場』）『七つの海のティコ』以来15年ぶりの1社提供となる。またTBS系列では、1967年4月 - 9月放送の大橋巨泉主演ドラマ『窓からコンチワ』以来、実に42年ぶり。なお、前クレジットではクリス・ペプラーが提供コメントしている。
- この枠での単独提供は、1993年10月 - 1994年9月の『ネッスル スーパーサッカー Jリーグエクスプレス』（提供：ネスレ日本(当時・ネッスル日本)）以来15年ぶり。
- 番組終了と共にハウスグループの協賛は撤退している。

## 提供読み
- オープニング時「Presented by House Foods.」
- エンディング時「EXHは、イキイキ!おいしい!ヘルシー!ハウス食品の提供でお送りしました。」

## スタッフ
- ナレーター：服部潤、nona
- 構成：渡辺真也、酒井健作、寺田智和
- TM：河野志朗、寿田道陽
- TD：荒木健一、山下直
- カメラ：中野真悟、井原公二
- VE：山田賢司、小高宏文
- 照明：松本修一、近藤明人
- 音声：森和哉、菅原正巳
- PA：小暮倫見
- MTR：伊藤功史
- 音響効果：伊藤誠、加藤博紀
- VTR編集：奈良貢
- MA：池亀淳一
- TK：飯塚愛美
- 美術プロデューサー・美術デザイナー：山口智広
- 美術制作：杉山弘子
- 装置：相良比佐夫
- 操作：福田良二
- 装飾：森田琴衣
- 電飾：伊吹英之
- アクリル装飾：近藤樹也
- 楽器：高井啓光
- スタイリスト：大和、野友健二
- ヘアメイク：落合英二
- CGタイトル：Vision
- AP：谷岡千江里
- ディレクター：坂下勝己、斉藤崇、早川康弘
- チーフディレクター：井上整
- プロデューサー：服部英司
- チーフプロデューサー：近藤誠
- 技術協力：エヌ・エス・ティー、東通、TAMCO、ティ・エル・シー、ダブルビジョン、SJP
- 制作協力：LDH
- 製作著作：TBS

## 参考記事
- 笑えるEXILE TBS系新番組「EXH〜EXILE HOUSE〜」18日スタート（中日スポーツ、2009年4月14日より）